# تتوقع إنجلترا أن يقوم كل رجل بواجبه

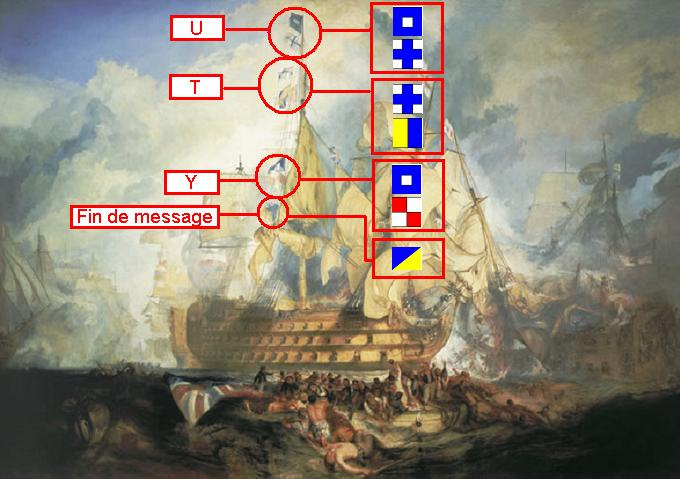
تُظهر اللوحة معركة ترافلغار بواسطة تيرنر (1822–1824) الأحرف الثلاثة الأخيرة من العلم الشهير على.

تتوقع إنجلترا أن يقوم كل رجل بواجبه (بالإنجليزية: England expects that every man will do his duty)‏ هو تعبير إنجليزي شهير، نشأ من إشارة العلم التي استخدمها نائب الأدميرال البريطاني هوراشيو نيلسون من سفينته الرئيسية أتش إم إس فيكتوري عندما كانت معركة ترافلغار على وشك البدء وذلك في 21 أكتوبر من سنة 1805.

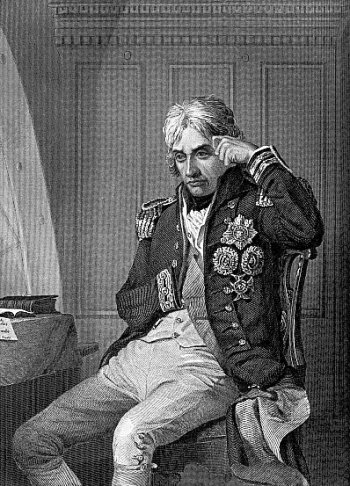
هوراشيو نيلسون.